# Ichthyostraca
Ichthyostraca er en klasse af krebsdyr, der tidligere blev klassificeret inden for den gamle klasse Maxillopoda, som viste sig at være polyfyletisk. Kladen blev beskrevet af Zrzavý i 1997. Den er opdelt i to underklasser, Branchiura (fiskelus eller karpelus) og Pentastomida (pentastomider eller tungeorme), som igen indeholder fem ordener.
Krebsdyr i denne klasse parasiterer hvirveldyr. Medlemmer af underklassen Branchiura er ektoparasitter hos fisk, mens medlemmerne i underklassen Pentastomida er obligate parasitter i luftvejene hos fugle, pattedyr og krybdyr.

## Taksonomi
Taksonomien er som følger ifølge World Register of Marine Species:
- Underklasse Branchiura
  - Orden Arguloida
    - Familie Argulidae
- Underklasse Pentastomida
  - Orden Cephalobaenida
    - Familie Cephalobaenidae

  - Orden Porocephalidae
    - Overfamilie Linguatuloidea
      - Familie Linguatulidae
      - Familie Subtriquetridae

    - Overfamilie Porocephaloidea
      - Familie Porocephalidae
      - Familie Sebekidae

  - Orden Raillietiellidae
    - Familie Raillietiellidae

  - Orden Reighardiidae
    - Familie Reighardiidae